# Новые Банешты
Новые Банешты (рум. Băneştii Noi, Бэнештий Ной) — село в Теленештском районе Молдавии. Наряду с селом Банешты входит в состав коммуны Банешты.

## География
Село расположено на высоте 71 метров над уровнем моря.

## Население
По данным переписи населения 2004 года, в селе Бэнештий Ной проживает 800 человек (380 мужчин, 420 женщин).
Этнический состав села:
| Национальность | Число жителей | Процентный состав |
| -------------- | ------------- | ----------------- |
| молдаване      | 799           | 99.88             |
| русские        | 1             | 0.13              |
| Всего          | 800           | 100%              |